# (131696) 2001 XT254
(131696) 2001 XT254, também escrito como (131696) 2001 XT254, é um objeto transnetuniano (TNO) que está localizado no cinturão de Kuiper, uma região do Sistema Solar. Este objeto está em uma ressonância orbital de 03:07 com o planeta Netuno. O mesmo possui uma magnitude absoluta (H) de 7,6 e, assumindo um albedo genérico dos TNO que é de 0,09, ele tem um diâmetro com cerca de 146 km, por isso existem poucas chances que possa ser classificado como um planeta anão, devido ao seu tamanho relativamente pequeno.

## Órbita
A órbita de (131696) 2001 XT254 tem uma excentricidade de 0.329, possui um semieixo maior de 52,634 UA e um período orbital de cerca de 381 anos. O seu periélio leva o mesmo a uma distância de 35,883 UA em relação ao Sol e seu afélio a 69,386  UA.

## Ressonância
Simulações fritas por Emel'yanenko e Kiseleva em 2007 mostram que (131696) 2001 XT254 está em uma ressonância orbital de 03:07 com Netuno. Esta resonância pode ser estável por menos de 100 milhões de bilhões de anos. (131696) 2001 XT254 tem um comportamento ressonante semelhante ao do (95625) 2002 GX32.
Foi observado 22 vezes em mais de 4 oposições.

O trevo de libração de. Júpiter em vermelho, Saturno em amarelo, e Urano em azul. Netuno é o ponto branco às 5 horas.

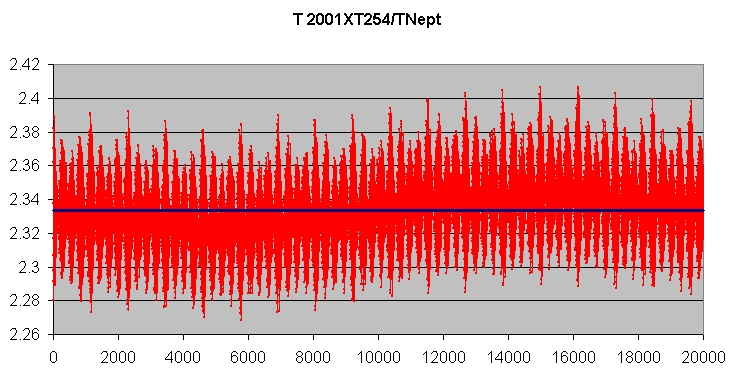
O período orbital de em torno da ressonância de 03:07 (2.333 ..) de Netuno.